# محمود فرهمند (سیاستمدار)
محمود فرهمند، (زادهٔ ۱۵ سپتامبر ۱۹۷۹) سیاستمدار ایرانی-نروژی است. وی در حال حاضر (از سال ۲۰۲۱) نماینده هویره، از منطقه تلمارک، در مجلس ملی نروژ است.

## پیشینه
محمود فرهمند، در ایران زاده شده و در سال ۱۹۸۷ میلادی، در کودکی به همراه خانواده اش در نروژ اقامت گزیده‌است. وی در سال ۲۰۰۳ بعد از اتمام تحصیلات در کالج دانشگاهی تلمارک وارد آکادمی نظامی نروژ گشته و در سال ۲۰۰۹ میلادی با مدرک کارشناسی ارشد الکترونیک از آکادمی جنگ در اسلو، فارغ‌التحصیل شده‌است. 

محمود فرهمند، عضو  هویره، است و در حال حاضر (از سال ۲۰۲۱) به عنوان نماینده منطقه تلمارک، در مجلس ملی نروژ حضور دارد. وی از پیش، بین سالهای ۲۰۱۷ تا ۲۰۲۱ میلادی نیز به عنوان عضو علی‌البدل در مجلس ملی نروژ، حضور داشته‌است. 

محمود فرهمند، بین سالهای ۲۰۰۳ تا ۲۰۱۲ میلادی مشغول خدمت در نیروهای مسلح نروژ، بوده؛ و از جمله در افغانستان حضور داشته‌است.

## محمود فرهمند در گفتگو باروزنامه آنلایناسلو
- به عنوان مهاجر، ما خودمان انتخاب کرده‌ایم که به اینجا بیاییم و این بر عهدهٔ ماست که در این جامعه موفق شویم. البته ناراضی بودن، خلاف قانون نیست، اما منظورم این است… به اسکاندیناوی و جامعه نروژ نگاه کنید. اینجا جایی در جهان است که موفقیت در آن آسانترین است. ما مدرسه رایگان داریم، شما می‌توانید هر چقدر که می‌خواهید درس بخوانید، ما سازمان‌های منظمی برای کاریابی داریم. ما تا جای ممکن به موفقیت مردم کمک می‌کنیم. چنین نظامی شامل مهاجران نیز می‌شود. 

محمود فرهمند مهاجری است که سیاستهای جذب مهاجران در جامعه نروژ را  ساده‌لوحانه  می‌داند و از ممنوعیت حجاب در مدارس ابتدایی نروژ حمایت می‌کند.